# 1243

## Esdeveniments
- Primera cita del poble d'Algemesí en el Llibre del Repartiment.
- 25 de juny - Anagni (Estats Pontificis): Innocenci IV és elegit papa.[1]

## Naixements
Països Catalans
- Montpeller: Jaume II, rei de Mallorca, comte de Rosselló i Cerdanya, i senyor de Montpeller.[2]

Resta del món

## Necrològiques
Països Catalans
- 26 d'octubre - Vic: Bernat Calvó, jurista, buròcrata, soldat i religiós cistercenc, bisbe de Vic, venerat com a sant (n. 1180).